# Docalidia truncatus
Docalidia truncatus är en insektsart som beskrevs av Spångberg 1878. Docalidia truncatus ingår i släktet Docalidia och familjen dvärgstritar. Inga underarter finns listade i Catalogue of Life.